# هوگو بروس
هوگو بروس (انگلیسی: Hugo Broos؛ زادهٔ ۱۰ آوریل ۱۹۵۲) بازیکن فوتبال اهل بلژیک است.وی در سال ۲۰۱۷ تیم ملی فوتبال کامرون را به مقام قهرمانی جام ملت‌های آفریقا رساند.
از باشگاه‌هایی که در آن بازی کرده‌است می‌توان به باشگاه فوتبال کلوب بروخه و باشگاه فوتبال اندرلشت اشاره کرد.
وی همچنین در تیم ملی فوتبال بلژیک بازی کرده‌است.